# Ејмон де Валера
Ејмон де Валера (ир. Éamonn de Bhailéara, енгл. Éamon de Valera, право име Џорџ де Валеро, енгл. George de Valero, касније променио име у Едвард де Валера; Њујорк, 14. октобар 1882 — Даблин, 29. августа 1975) био је један од водећих политичара Ирске у периоду од 1917—1973, аутор ирског устава, као и један од лидера ирске борбе за независност. Први је по реду премијер (тишок) Ирске и трећи председник Ирске. Био је тишок још у два наврата. Оснивач је партије Фијана Фол. Био је један од противника поделе Ирске и као такав предводио је побуњенике у ирском грађанском рату. Код нас је познат још и као Емон де Валера или Имон де Валера. 